# جون شو (مسؤول استعماري)

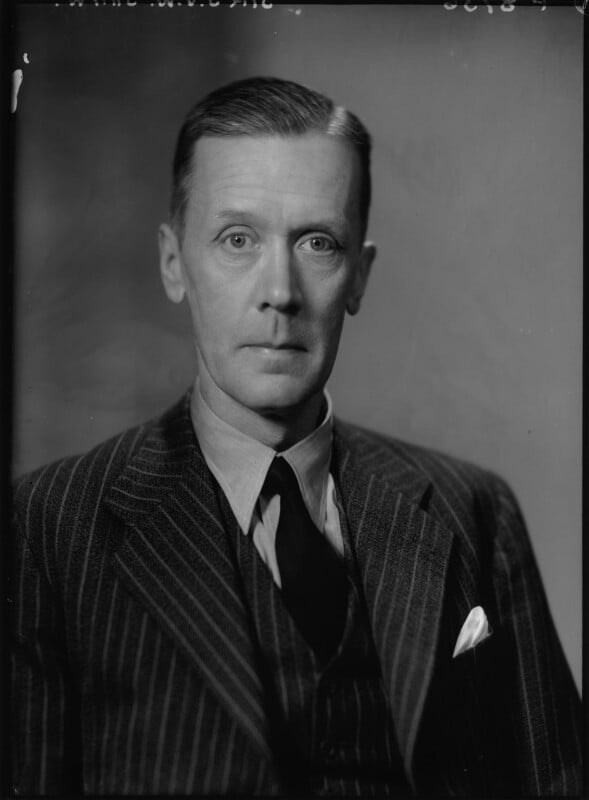
شو في عام 1946

السير جون فالنتاين ويستار شو (14 شباط 1894 - 24 كانون الأول 1982 م) كان مسؤولًا استعماريًا بريطانيًا، حاز على وسام القديس ميخائيل والقديس جرجس.
وُلِد شاو في ديربي في 14 شباط 1894 م، وتلقى تعليمه في مدرسة ريبتون، وفي الحرب العالمية الأولى أدى الخدمة العسكرية من عام 1914 إلى عام 1919 م. ثم انضم إلى الخدمة الإدارية الاستعمارية.

## التعيينات
المصدر: 
ساحل الذهب البريطاني:
- مساعد مفوض المنطقة، 1921-1925
- مفوض المنطقة، 1925-1928
- مساعد وزير، 1928-1935

فلسطين
- مساعد وزير، 1935-1938
- مساعد وزير أول، 1938-1939
- السكرتير الرئيسي للوزارة، 1939-1940

قبرص
- وزير المستعمرات 1940-1943

فلسطين
- السكرتير الرئيس 1943

فلسطين وقبرص
- القائم بأعمال الحاكم في قبرص والمفوض السامي في فلسطين لعدة فترات، من عام 1940 إلى عام 1946.

ترينيداد (ترينيداد وتوباغو حاليًا)
- الحاكم والقائد الأعلى، 1947-1950

## الوفاة
توفي شاو في 24 كانون الأول 1982 في هاستينجز، في إقليم ساسكس.

## الأوسمة والإرث
حصل شو على وسام الإمبراطورية البريطانية (وسام القديس ميخائيل والقديس جرجس) في عام 1942 م، وحصل على لقب فارس حديث في عام 1946، ثم وسام فارس القديس ميخائيل والقديس جرجس في عام 1947 م. وتحتفظ مكتبة بودليان للدراسات الكومنولثية والأفريقية في رودس هاوس بأوراقه، مع عناصر إضافية في مكتبة بروذرتون، في جامعة ليدز.

## روابط خارجية
- صورة في المعرض الوطني للصور